# Hôtel de ville de Chișinău
 (mai 2023).
Si vous disposez d'ouvrages ou d'articles de référence ou si vous connaissez des sites web de qualité traitant du thème abordé ici, merci de compléter l'article en donnant les références utiles à sa vérifiabilité et en les liant à la section « Notes et références ».
L'Hôtel de ville de Chișinău (roumain : Primăria Municipiului Chișinău) est un monument historique et architectural construit dans le style gothique italien situé dans le centre de Chișinău, en Moldavie. Construit à l'origine pour abriter la Douma de la ville en 1901, le bâtiment a été presque détruit pendant la Seconde Guerre mondiale. Il a été reconstruit dans la période d'après-guerre sur la base d'images et de plans de construction survivants.

## Historique
À la fin du XIXe siècle, le maire de la ville, Carol Schmidt, propose la construction d'un nouveau siège pour le conseil municipal, à l'emplacement occupé par la caserne des pompiers. La conception a été confiée à Mitrofan Elladi, alors architecte de la ville. Alexandru Bernardazzi a été invité à l'aider. L'architecture du bâtiment est éclectique dans l'esprit de l'architecture de la Renaissance italienne.
La construction du siège de la Douma est achevée en 1902. En 1941, lors du retrait des Soviets, le conseil local, comme s'appelait alors la mairie, est dynamité. Le bâtiment a été restauré en 1944 par l'administration roumaine. Il fut de nouveau détruit, en août de la même année, lors du bombardement aérien soviétique.
Après la guerre, le bâtiment nécessita une sérieuse restauration dont l'architecte Robert Kurtz se chargea dans la période 1946-1948. Il s'est inspiré des photographies conservées pour restituer la façade au plus proche de la version originale. En 1951, l'administration réintègre le bâtiment.

## Structure
Le bâtiment occupe un terrain situé entre le boulevard Stefan le Grand et la rue Vlaicu Põrkelaba. Il a été construit dans un style éclectique, avec des éléments de gothique toscan et de Renaissance dans la décoration extérieure. L'entrée principale se fait par un avant-corps situé dans l'angle du bâtiment. Elle est surmontée d'une tour d'horloge et d'un balcon. L'hôtel de ville possède une cour intérieure.
Depuis l'ouverture du bâtiment, son rez-de-chaussée abrite des commerces, tandis que son premier étage est utilisé pour les bureaux des fonctionnaires et l'accueil.

## Galerie

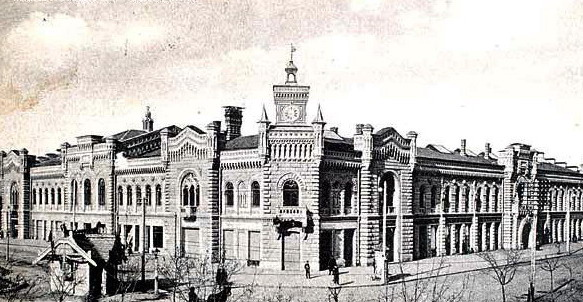
Hôtel de ville de Chișinău vers 1900.
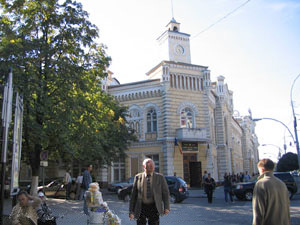
Mairie construite en 1817.
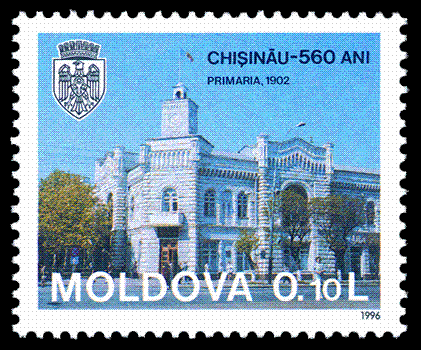
Timbre de 1996.
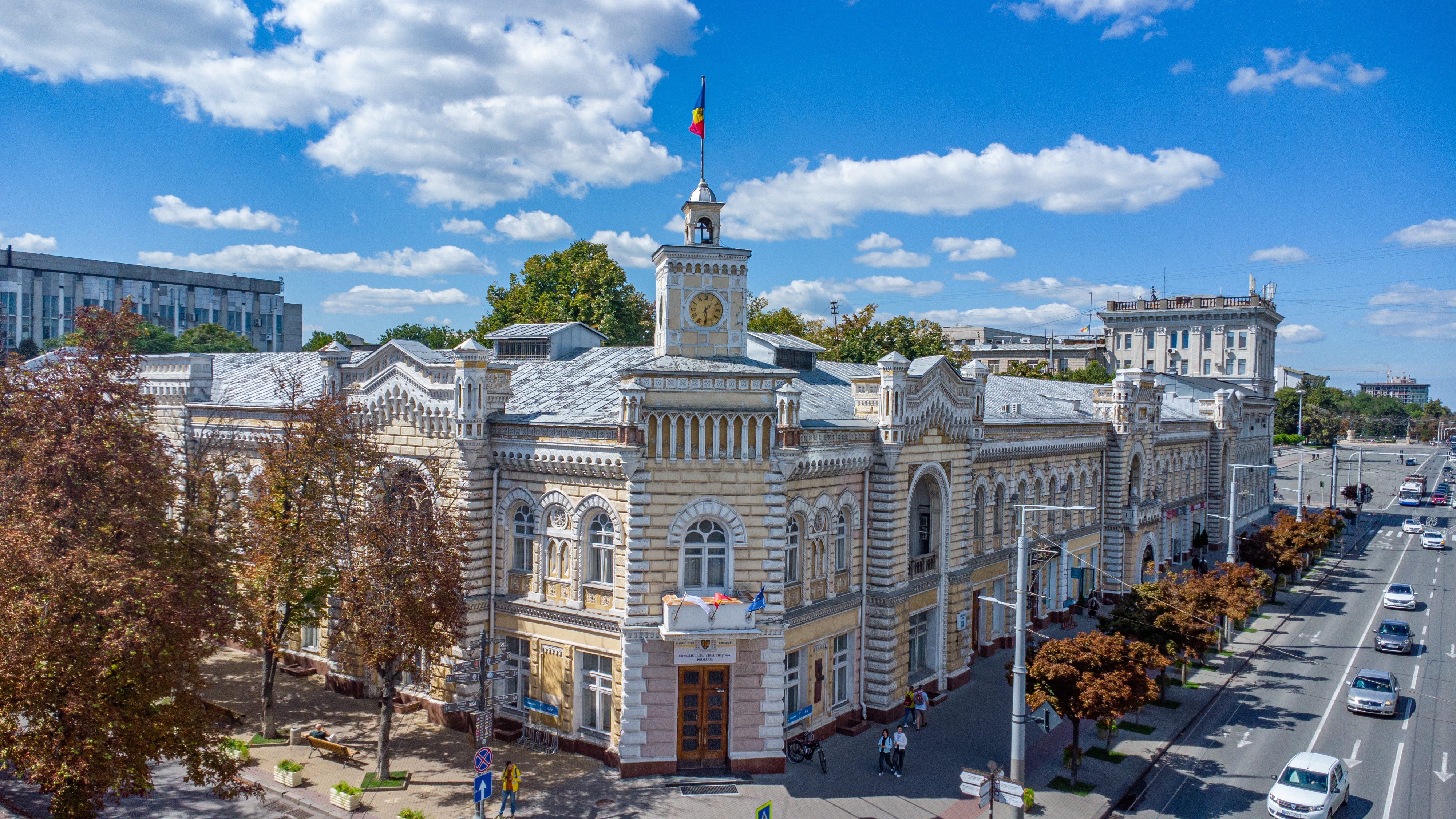
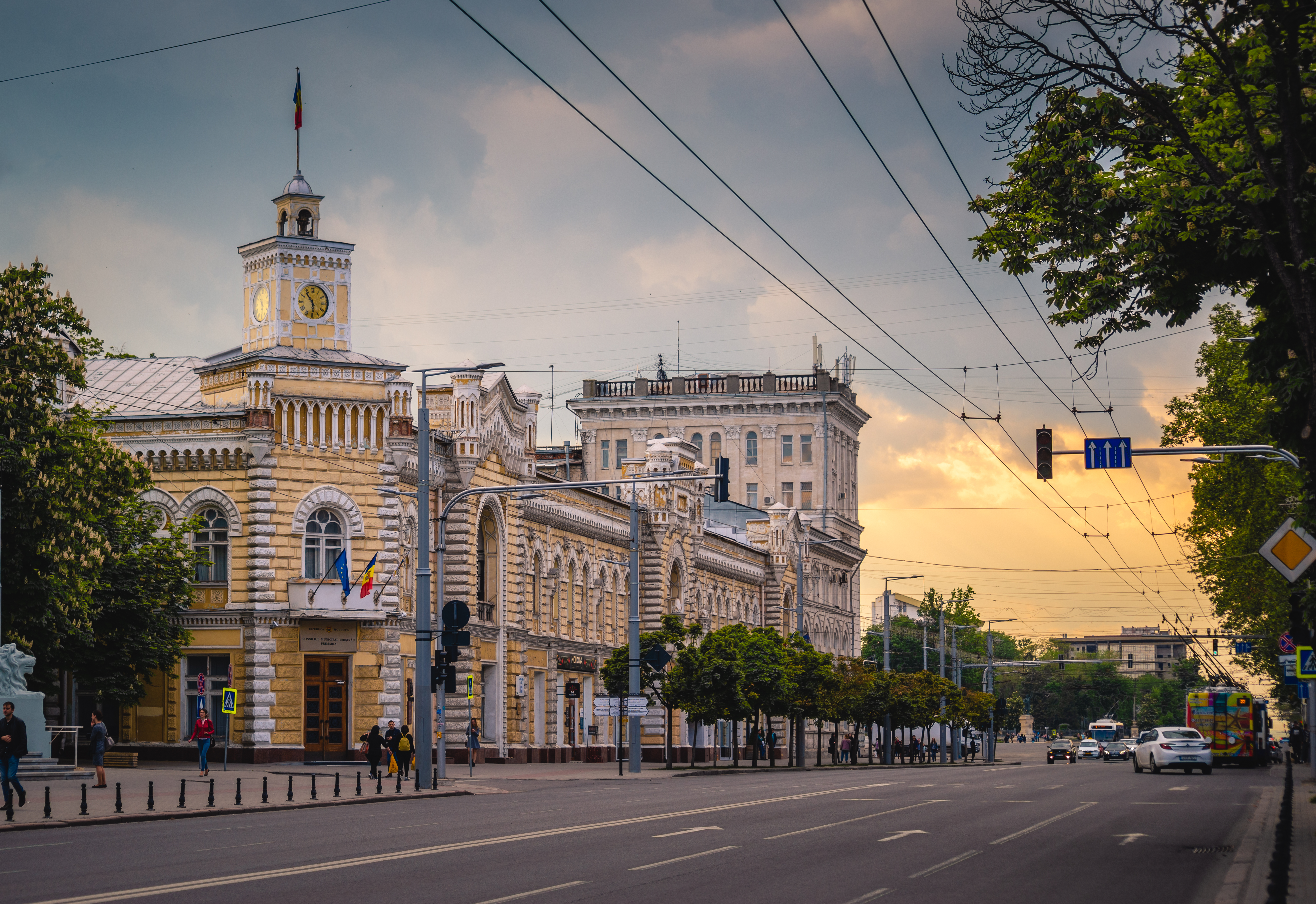

## Voir également
- Chișinău